# Conioscinella chathamensis
Conioscinella chathamensis är en tvåvingeart som beskrevs av Spencer 1977. Conioscinella chathamensis ingår i släktet Conioscinella och familjen fritflugor. Inga underarter finns listade i Catalogue of Life.